# Sphoeroides annulatus
Compère Diane
Espèce
Statut de conservation UICN

 LC  : Préoccupation mineure
Sphoeroides annulatus, le Compère Diane, est une espèce de poissons marins et d'eau saumâtre de la famille des Tetraodontidae.

## Répartition
Sphoeroides annulatus se rencontre dans le Pacifique est, depuis la Californie jusqu'à Pisco (au Pérou) ainsi qu'aux îles Galapagos. Adulte, il est présent entre 10 et 60 m de profondeur sur fond mou. Les juvéniles se retrouvent dans les estuaires.

## Description
Sphoeroides annulatus peut mesurer jusqu'à 44 cm de longueur totale mais sa taille habituelle est d'environ 18 cm.

## Classification
Le nom valide complet (avec auteur) de ce taxon est Sphoeroides annulatus (Jenyns, 1842).
Ce taxon porte en français le nom vernaculaire ou normalisé suivant : Compère Diane,.
L'espèce a été initialement classée dans le genre Tetrodon sous le protonyme Tetrodon annulatus Jenyns, 1842.
Sphoeroides annulatus a pour synonymes :
- Liosaccus melanostictus Fowler, 1944
- Tetrodon annulatus Jenyns, 1842

### Étymologie
Son épithète spécifique, du latin annulatus, « annelé », fait référence à la série des larges anneaux noir brunâtre présents sur le haut du corps. L'anneau extérieur et le plus grand couvrant pratiquement toute la surface du dos et des côtés.